# 向島駅
向島駅（むかいじまえき）は、京都府京都市伏見区向島東定請にある、近畿日本鉄道（近鉄）京都線の駅。駅番号はB09。向島ニュータウンへの最寄り駅である。
駅西側は巨椋池を干拓してできた水田が広がり、東側は団地や住宅が立ち並び、東西で風景が異なる。

## 歴史
- 1979年（昭和54年）3月30日：京都線の桃山御陵前 - 小倉間に新設開業[2][3]。
- 1984年（昭和59年）11月28日：待避線設置。
- 2000年（平成12年）3月15日：準急の停車駅に追加される。
- 2007年（平成19年）4月1日：ICカード「PiTaPa」使用開始[4]。
- 2025年（令和7年）2月22日：準急・普通列車の発着番線を1・4番のりばに統一。

## 駅構造
島式2面4線のホームを持つ待避可能な地上駅で橋上駅舎を有する。ホーム有効長は6両。東西双方に出入口があり、駅東側にはバスロータリーがある。改札口は通常の改札口とエレベーター専用改札口の2箇所が設けられている。

### のりば
| のりば | 路線     | 方向 | 行先               |
| ------ | -------- | ---- | ------------------ |
| 1・2   | B 京都線 | 下り | 橿原神宮前方面     |
| 3・4   | B 京都線 | 上り | 京都・国際会館方面 |

- 内側2線（2番線と3番線）が主本線、外側2線（1番線と4番線）が待避線である。2025年2月22日からは準急・普通列車の発着番線が1番線と4番線に統一された。
- 駅開業から1984年までは待避線には線路が敷設されておらず、現在の2・3番のりばのみで営業していた。

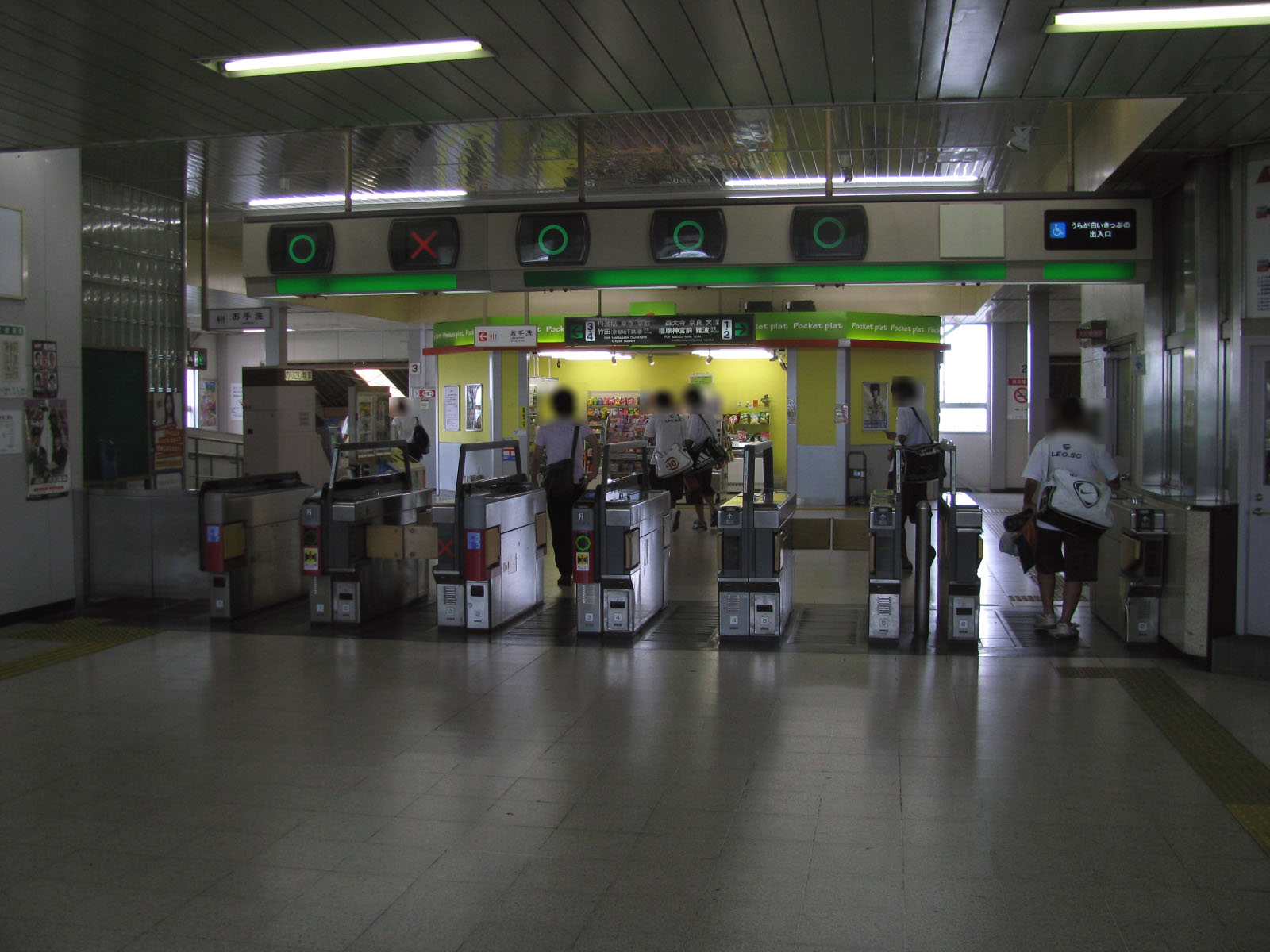
改札口（2008年8月）
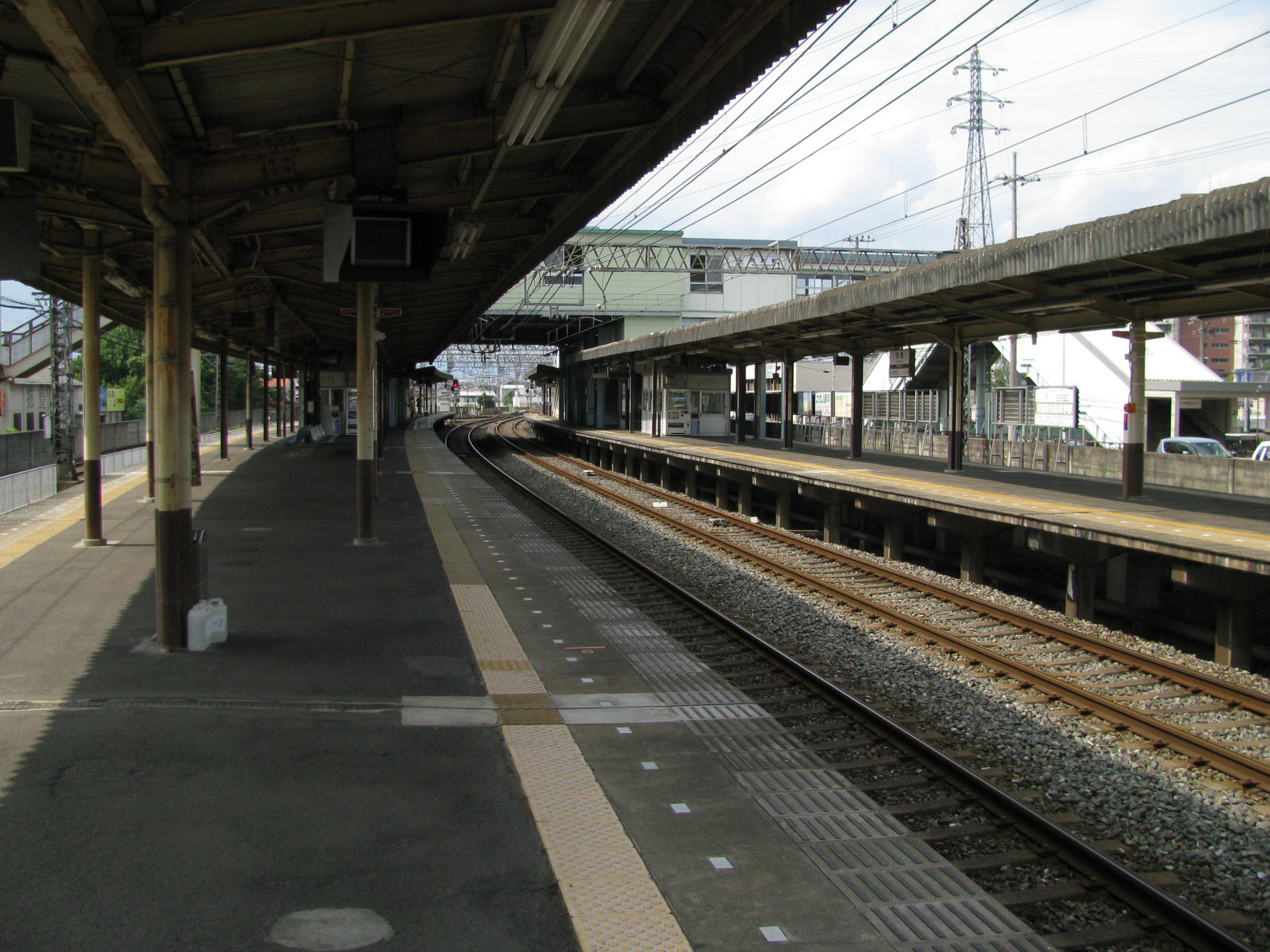
ホーム（2008年8月）

## 特徴
ダイヤ面
- 通常は準急（近鉄丹波橋駅 - 新田辺駅間各駅停車）と普通列車のみ停車するが[6]、洛南高校体育祭が同校の向島グラウンドで開催される場合は急行が臨時停車することがある[7]。
- 急行が停車する近鉄丹波橋駅や桃山御陵前駅で列車待避ができないため[注 1]、当駅で待避を行なう普通列車は、列車や時間帯によっては特急・急行[注 2]の待避を連続して行うために長時間停車となる場合がある[6]。

駅設備・営業面
- 大久保駅管理の有人駅で、PiTaPa・ICOCA対応の自動改札機および自動精算機（回数券カードおよびICカードのチャージに対応）が設置されている。
- かつては特急券および定期券は専用の自動券売機で購入が可能だったが[8]、2025年1月30日を以って特急券等自動発売機の設置を終了した。現在、定期券は黒色の券売機にて購入可能である。
- 改札階には近鉄リテーリングが運営する有人売店（ファミリーマート近鉄向島駅改札内橋上店）が設置されている[9]。

軌道設備面
- 4番線には大和西大寺方面への出発信号機があり、京都駅 - 当駅間で運転見合わせになった場合、当駅での折り返し運転が可能となっている。折り返しの際は途中の踏切を跨って本線上で折り返す。

## 利用状況
2023年（令和5年）度の1日平均乗降人員は14,554人である。
近年の利用客数の推移は下記の通り。
| 年度               | 調査日   | 調査日   | 1日平均 乗車人員 |
| 年度               | 調査日   | 乗降人員 | 1日平均 乗車人員 |
| ------------------ | -------- | -------- | ---------------- |
| 2005年（平成17年） | 11月08日 | 18,340   |                  |
| 2008年（平成20年） | 11月18日 | 17,503   |                  |
| 2010年（平成22年） | 11月09日 | 16,616   |                  |
| 2012年（平成24年） | 11月13日 | 16,050   |                  |
| 2015年（平成27年） | 11月10日 | 16,517   |                  |
| 2018年（平成30年） | 11月13日 | 15,839   | 8,666            |
| 2019年（令和元年） | ー       | ー       | 8,738            |
| 2020年（令和02年） | ー       | ー       | 5,890            |
| 2021年（令和03年） | 11月09日 | 13,105   | 6,718            |
| 2022年（令和04年） | 11月08日 | 13,470   | 7,195            |
| 2023年（令和05年） | 11月07日 | 13,490   | 7,255            |

## 駅周辺
- 向島ニュータウン
- 種智院大学
- 京都文教大学・京都文教短期大学（スクールバスあり）
- 京都府立京都すばる高等学校
- 京都市立向島中学校
- 京都市立二の丸北小学校
- 京都市立向島二の丸小学校
- 向島中央公園
- 向島図書館
- 国道24号
- 京都府道241号向島宇治線
- 巨椋池干拓地

## バス路線

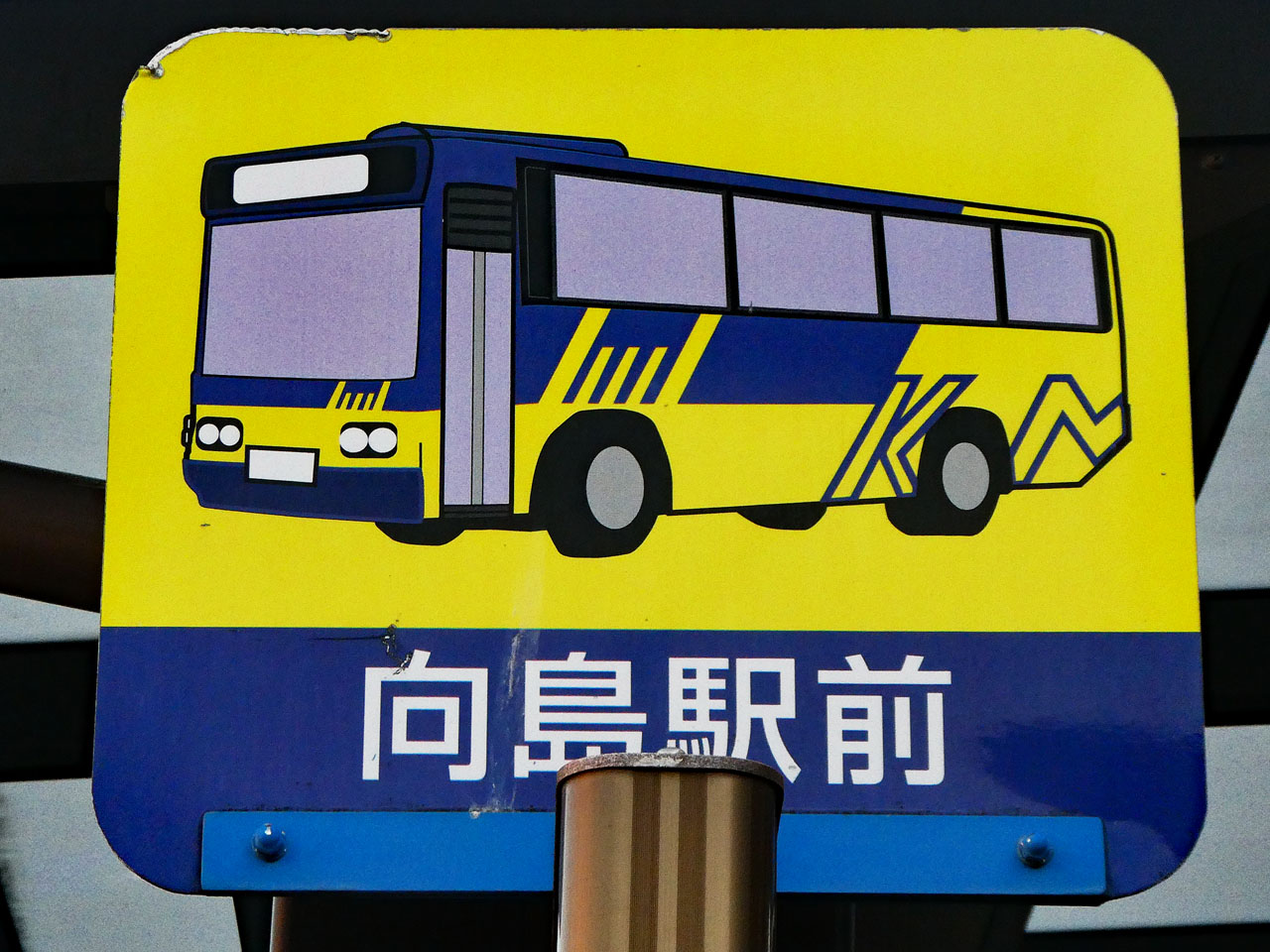
向島駅前（近鉄バス）の停留所看板（2022年2月）

駅前ロータリーに停留所が設けられているが、停留所名は事業者ごとに異なる。近鉄バスは「向島駅前」、京都京阪バスは「近鉄向島駅前」、奈良交通は「向島駅」である。各事業者が運行する路線は下記のとおり。
近鉄バス
向島団地線
- 08番：四ツ谷池・清水町・丸町循環
- 09番：竹田駅東口
- 11番：上島西・清水町・丸町循環（復路で四ツ谷池経由）
- 12番：上島西・清水町・丸町循環

京都京阪バス
向島循環線
- 10号経路：徳洲会病院
- 10A号経路：近鉄小倉（平日最終便のみ）

奈良交通
向島線
- 75系統：大川原（第二日曜に1便のみ[13]）

かつては、京都駅と奈良を結ぶ路線が経由していた。近鉄バス（当時は近畿日本鉄道）、奈良交通と京阪バスが運行したが、1998年までに全廃されている。現在、近鉄バスや奈良交通は京都市内では上記路線のみ運行する。

## 隣の駅
近畿日本鉄道
B 京都線
■急行
通過（洛南高校体育祭開催時臨時停車）
■準急・■普通
桃山御陵前駅 (B08) - 向島駅 (B09) - 小倉駅 (B10)
- 括弧内は駅番号を示している。